# Neil Fligstein
Neil David Fligstein (* 23. Mai 1951 in Seattle, Washington) ist ein US-amerikanischer Soziologe sowie Professor an der University of California, Berkeley. Er leitet das Center for Culture, Organization, and Politics am Institute for Research on Labour and Employment in Berkeley. Bekannt wurde er über seine Arbeiten im Bereich der Wirtschaftssoziologie und der Politischen Soziologie. Insbesondere ist er Fachmann für Organisationssoziologie. In seinen Forschungen wandte er sich auch den Fragen der Entwicklung der Europäischen Union und einer europäischen Identität zu. Die Wirtschaftssoziologie beeinflusste er stark durch sein Konzept „Markt als Politik“, das er  auf theoretischen Grundlagen von Harrison White und Pierre Bourdieu zu einem eigenen Ansatz fortentwickelte. Darin behandelte er Prozesse der Entstehung neuer Märkte und die Rolle, die Unternehmenspolitiken (conceptions of control) spielen.

## Leben
Fligstein besuchte das Reed College, Portland, Oregon, wo er 1973 im Fach Psychologie mit der Arbeit A Comparison of Three Theories of Associative Memory den Titel  Bachelor of Arts erwarb. An der University of Wisconsin–Madison legte er 1976 im Fach Soziologie mit der Arbeit The Military, the Draft, and the GI Bill: Their Effect on the Lives of American Males, 1940–1973 die Grundlage zum Abschluss als Master of Science. Mit der Arbeit The Migration of Blacks and Whites from Counties of the South, 1900–1950: A Social, Historical, and Demographic Account promovierte er dort 1979 zum Ph.D., ebenfalls im Fachgebiet Soziologie. Seine berufliche Karriere startete Fligstein 1979 bis 1991 als Assistent, Associate und Full Professor am Department of Sociology der
University of Arizona in Tucson. 1991 wurde er Professor am Department of Sociology der Universität von Kalifornien in Berkeley. Als Chair seiner Fakultät wirkte er in den Jahren 1992 bis 1996. Seit 1997 ist er dort Class of 1939 Chancellor’s Professor. Verschiedene temporäre Funktionen bzw. Gastprofessuren nahm er 1980 bis 1982 an der University of Chicago, 1998 bis 1999 am Europäischen Hochschulinstitut in Florenz sowie 2013 am Wissenschaftszentrum Berlin für Sozialforschung wahr. Fligstein ist seit 2010 Mitglied der American Academy of Arts and Sciences.

## Schriften (Auswahl)
- mit Doug McAdam: A Theory of Fields. New York: Oxford University Press, 2012
- Euroclash: The EU, European Identity, and the Future of Europe. Oxford, Vereinigtes Königreich: Oxford University Press, 2008
- The Architecture of Markets: An Economic Sociology of Capitalist Societies. Princeton University Press, 2001; deutscher Titel: Die Architektur der Märkte. Verlag für Sozialwissenschaften, Wiesbaden 2011, ISBN 978-3-531-15964-5
- mit Wayne Sandholtz and Alec Stone: The Institutionalization of Europe. Oxford, Vereinigtes Königreich: Oxford University Press, 2001
- Markets, Politics, and Globalization. The 1996 Uppsala Lectures in Business, Uppsala, Sweden: Uppsala University Press, 1997
- The Transformation of Corporate Control. Harvard University Press, 1990
- Going North: The Migration of Blacks and Whites from Counties of the South. 1900–1950. Academic Press, 1981